# アフマト・カディロフ名称特別任務民警連隊
アフマト・カディロフ名称特別任務民警連隊（ロシア語: полк милиции особого назначения им. Ахмата Кадырова, 略称: ПМОН）は、2004年7月にウラジーミル・プーチン大統領の指示により創設された、ロシア連邦チェチェン共和国内務省の特殊部隊。ロシア警察の系統としては警備部隊・機動隊に相当するが、小銃や装甲車を装備する対ゲリラ戦部隊である。

## 概要
2004年にシャミル・バサエフにより暗殺されたアフマド・カディロフの名前を冠するこの部隊は、息子のラムザン・カディロフによって監督されている。また、ロシア連邦保安庁（FSB）作戦局の管轄下にもある。隊員数は1,145人。連隊長アランベク・ヤサエフを始めとする隊員の多くは、かつてチェチェン独立派であったが、バサエフ等の原理主義派との内ゲバにより家族・親族を殺されたことからロシア連邦に投降し、恩赦後にチェチェン独立派への報復を誓った。
連隊の任務は、首都グロズヌイなど大都市の治安維持や捜査活動の実施、チェチェン独立派に対する作戦の実施である。2006年6月には、チェチェン・イチケリア共和国大統領アブドゥル＝ハリーム・サドゥラエフの殺害に参加した。連隊はグロズヌイに駐屯し、チェチェン全土で活動している。ロシア内務省の許可により、同連隊はテロリスト除去のためロシアのいかなる地域でも行動することができる。